# Sabicea angustifolia
Sabicea angustifolia là một loài thực vật có hoa trong họ Thiến thảo. Loài này được Boivin ex Wernham miêu tả khoa học đầu tiên năm 1914.